# Неккартенцлинген
Неккартенцлинген (нем. Neckartenzlingen) — община в Германии, в земле Баден-Вюртемберг. 
Подчиняется административному округу Штутгарт. Входит в состав района Эслинген.  Население составляет 6150 человек (на 31 декабря 2010 года). Занимает площадь 9,03 км².